# Vanzone con San Carlo
Vanzone con San Carlo (piemontiul: Vanzon e San Carl) település Olaszországban. Lakosainak száma 388 fő (2023. január 1.). Vanzone con San Carlo Bannio Anzino, Calasca-Castiglione, Ceppo Morelli és Antrona Schieranco községekkel határos.

## Népesség
A település népességének változása:
| Lakosok száma | 397  | 386  | 388  |
|               | 2017 | 2018 | 2023 |